# Weihnachtsmann

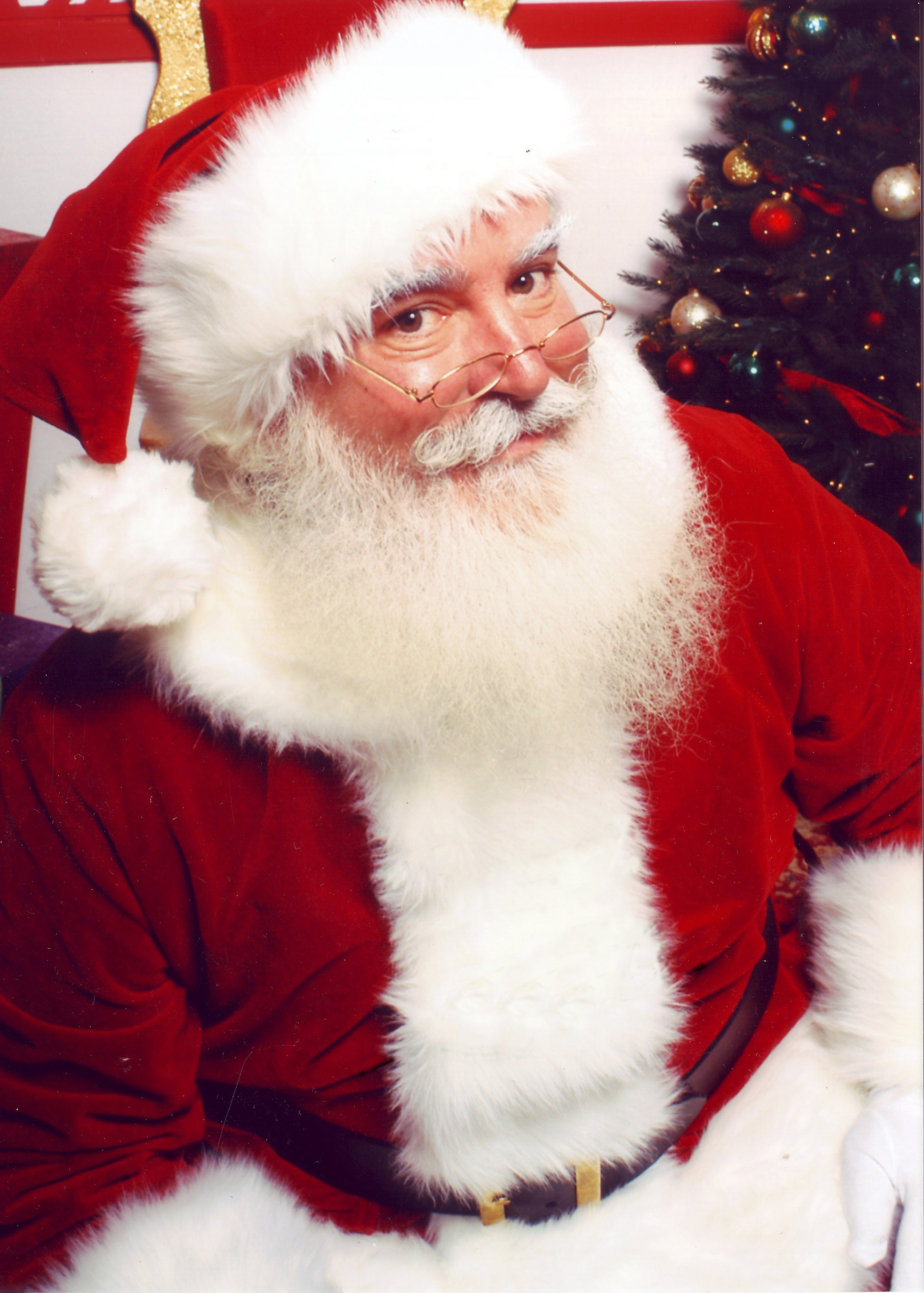
Typische Darstellung des Weihnachtsmannes (2010)

Der Weihnachtsmann ist eine Symbolfigur weihnachtlichen Schenkens, die in Deutschland vor allem in Nord-, Mittel- und Ostdeutschland sowie in der übrigen Welt unter verschiedenen Namen etwa in Frankreich und der Westschweiz (Père Noël), den Niederlanden, Skandinavien, Estland, Lettland, dem Vereinigten Königreich, in Australien, Kanada und den Vereinigten Staaten, populär ist.
Dargestellt wird er zumeist als rundlicher, freundlicher alter Mann mit langem weißen Rauschebart, rotem und mit weißem Pelz verbrämten Gewand sowie einem Geschenkesack. Wesentliche Attribute der Darstellung entstanden im 19. Jahrhundert. Angeblich bringt der Weihnachtsmann braven Kindern am Heiligen Abend Geschenke, den unartigen hingegen nur eine Rute, wobei der strafende Aspekt in den letzten Jahrzehnten immer mehr hinter den des gütigen Gabenbringers zurückgetreten ist.
Die Entstehungsgeschichte des Weihnachtsmanns ist synkretischer Natur. Die Figur entstand über Jahrhunderte aus der Verschmelzung einer Vielzahl von europäischen und nordamerikanischen Nikolaus- und Weihnachtsbräuchen. Der Weihnachtsmann vereint u. a. Eigenschaften des heiligen Bischofs Nikolaus von Myra und seines Begleiters, des Knechts Ruprecht. Einflüsse aus der nordischen und germanischen Mythologie sind ebenfalls in seinem Wesen zu finden. Im deutschen Sprachraum ist er spätestens seit dem 18. Jahrhundert publizistisch belegt. Im 20. Jahrhundert erfuhr die heute weltweit bekannte Gestalt des Weihnachtsmanns wesentliche Impulse durch nordamerikanische Künstler, Medien und Kulturträger.

## Ursprung und Bräuche

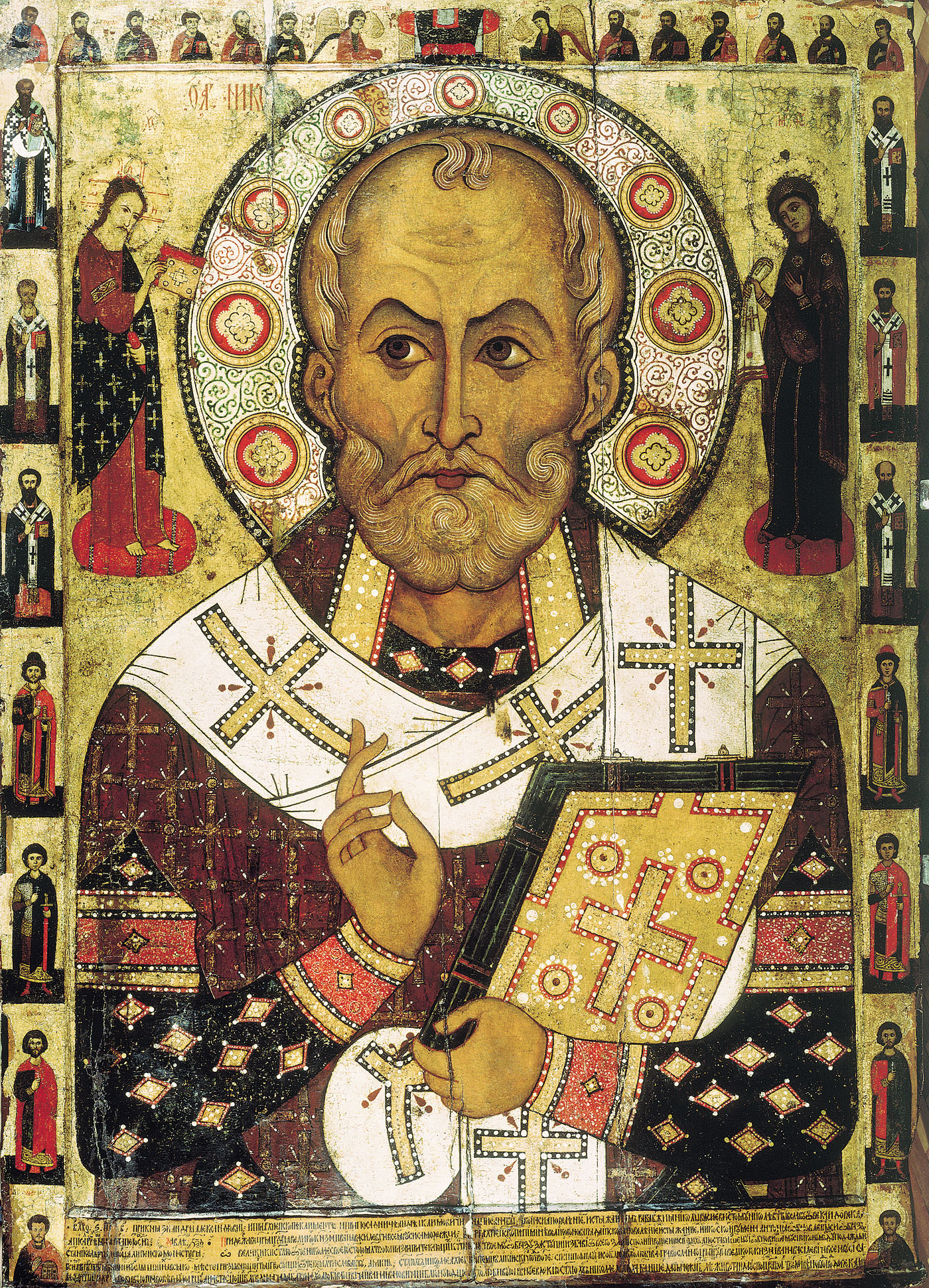
Nikolaus von Myra (Ikone, 1294)

### Heiliger Nikolaus
Die Gestalt des Weihnachtsmannes geht vor allem auf die europäischen Legenden um den heiligen Nikolaus zurück; er ist aber keinesfalls mit diesem gleichzusetzen. Nikolaus von Myra war ein Bischof im 4. Jahrhundert, um den sich zahlreiche Legenden ranken. Schon im Mittelalter wurden im Hinblick darauf Kinder am Gedenktag des heiligen Nikolaus, dem 6. Dezember, oft auch schon am Vorabend beschenkt. Dieses Datum war früher auch der Bescherungstag, der erst im Laufe der Reformation und infolge deren Ablehnung der Heiligenverehrung in vielen Ländern auf das Weihnachtsfest gelegt wurde (siehe auch Christkind). Publizistisch erstmals erwähnt wurde der „Weyhnachtsmann“ im Jahr 1770 in der Berliner Wochenzeitschrift „Mannigfaltigkeiten“. Großen Anteil an der Verbreitung der Geschichte vom Weihnachtsmann hatte der Schriftsteller August Heinrich Hoffmann von Fallersleben, der 1835 das Lied Morgen kommt der Weihnachtsmann schrieb.
Seit dem 13. Jahrhundert verkörperte in Kloster- und Stiftsschulen oftmals ein Schüler am Gedenktag des hl. Nikolaus den „Kinderbischof“ mit entsprechenden Weisungsrechten, ein Brauch, der später an einzelnen Orten wieder aufgenommen wurde. Nach dem Konzil von Trient, das Festlegungen zur Residenz- und Visitationspflicht der Bischöfe in ihren Diözesen traf, trat der heilige Nikolaus auch als Visitator auf, der, in Begleitung eines gezähmten Teufels, das Volk zu Hause besuchte und nachfragte, ob die Kinder im vergangenen Jahr brav oder unartig gewesen waren.

### Gabenbringer

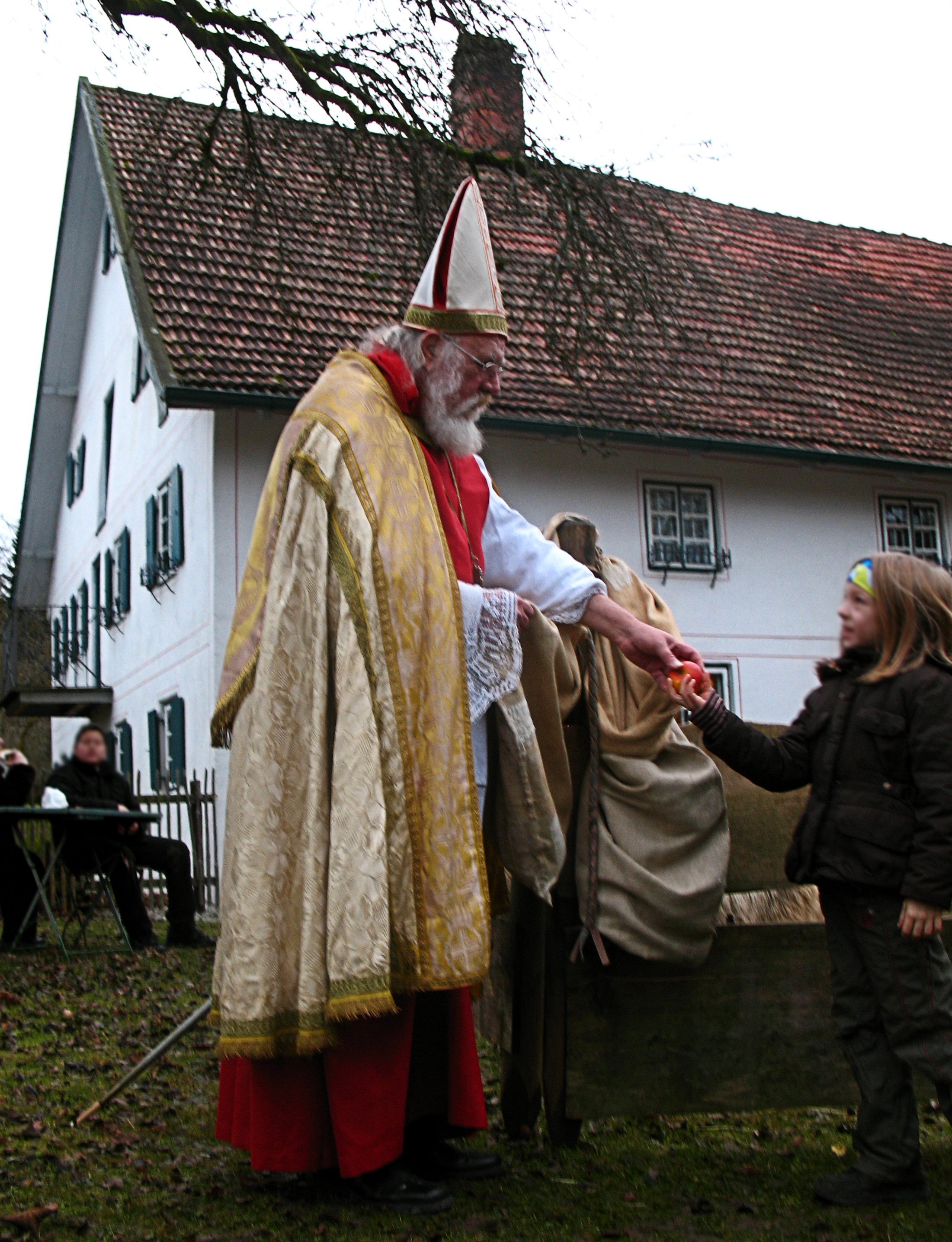
Nikolaus mit Chormantel eines Bischofs bei der Kinderbescherung in Oberbayern

Die Tradition des Nikolaus lebt heute noch in Teilen Europas weiter. In den Niederlanden (Sinterklaas), Belgien, Luxemburg, Deutschland, Tschechien und der Schweiz kommt der Nikolaus am Vorabend des 6. Dezember (dem „Nikolausabend“) ins Haus, um vorweihnachtliche Leckereien zu schenken oder diese in der Nacht in einen vor dem Fenster aufgestellten Nikolaus-Stiefel zu legen.
Ähnlich agiert er in Bayern und Österreich am 6. Dezember, wo vielfach am Tag davor die wohl von den winteraustreibenden Perchten (keltischen Ursprungs) inspirierten Krampusse die Gegenspieler sind – in vollständig traditioneller Version mit einem Pferdefuß und zwei Hörnern, einer Reisigrute (die vielfach [spielerisch] benutzt wird) und über dem Teufelsschwanz einer auf den Rücken geschnallten Holzbutte, in der angeblich die „schlimmen“ Kinder abtransportiert werden. Der Nikolaus weist sie jedoch bei jedem Auftritt erfolgreich in die Schranken.
Im fränkischen Raum ist der „Pelzmärtel“ (vom westmitteldeutschen pelzen = ‚prügeln‘ und Märtel als Verkleinerungsform von Martin) seit der Reformation als Gabenbringer verbreitet, im Schwäbischen tritt Belzmärte als dunkler Begleiter des Nikolaus auf. Hier dürften Elemente des Brauchtums am Martinstag (11. November) mit dem Nikolausbrauchtum zusammengeflossen sein. Auch „Pelznickel“ (Nickel als Verkleinerungsform von Nikolaus) kommt im Unterfränkischen vor.

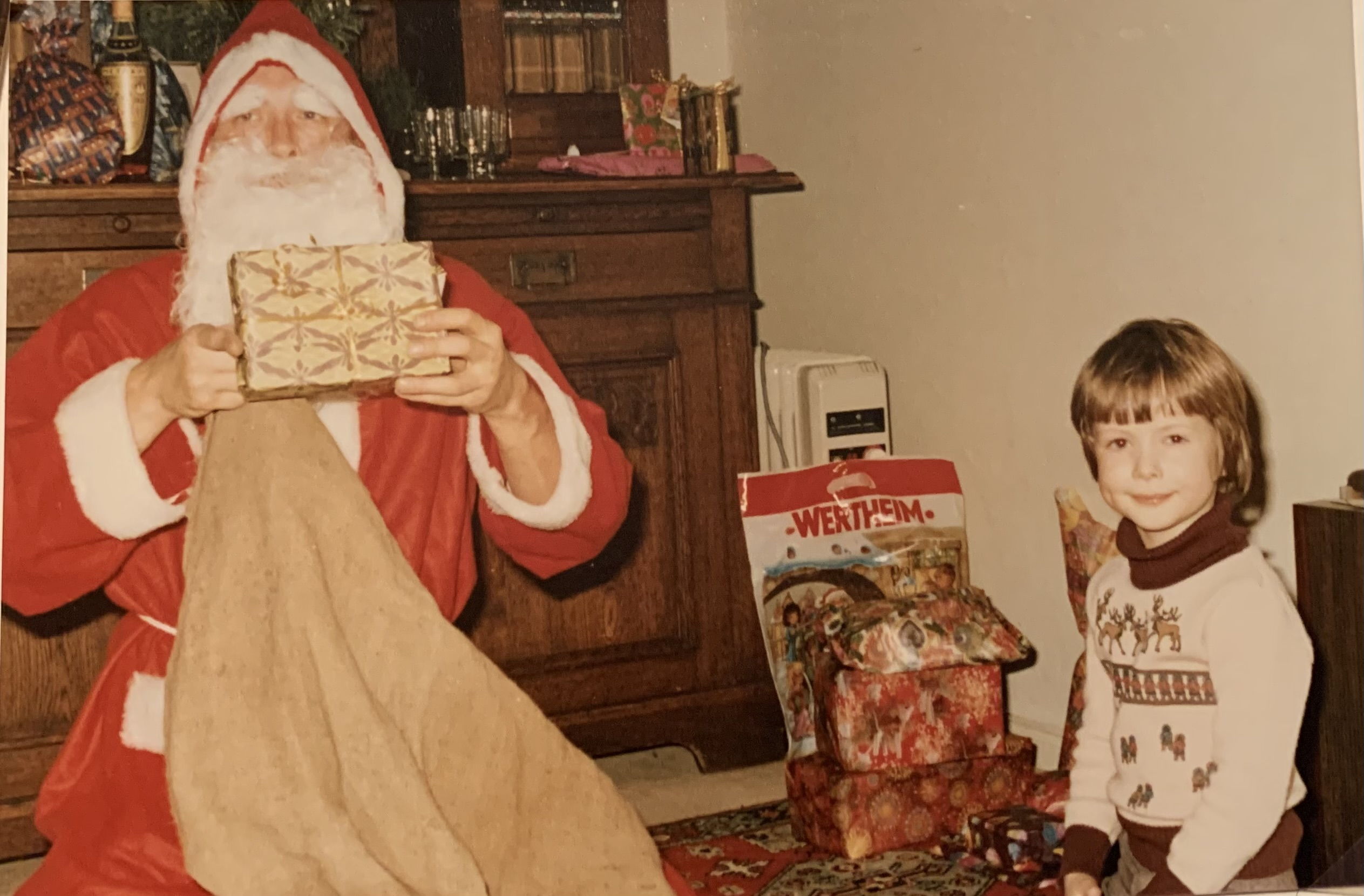
Familiäre Bescherung mit Weihnachtsmann am Heiligen Abend in Berlin

Der Brauch des Beschenkens der Kinder an Weihnachten durch den „Heiligen Christ“ wurde von Martin Luther seit etwa 1535 als Alternative zur bisherigen Geschenksitte am Nikolaustag propagiert, um so das Interesse der Kinder auf Christus anstelle der Heiligenverehrung zu lenken. Die Beschenkung war seit der Reformation auf den Heiligen Abend verlegt worden. Insbesondere im protestantisch geprägten Raum fand das veränderte Ritual seine Verbreitung. In Abgrenzung dessen bildete sich in den katholisch geprägten Regionen des deutschsprachigen Raumes die Symbolgestalt des Christkinds heraus. Im Volk blieb der Nikolaus als Geschenkeüberbringer ebenfalls populär.
Spätestens mit Beginn des 19. Jahrhunderts war die Figur des Weihnachtsmanns als Gabenbringer an Heiligabend im norddeutschen Raum allgemein bekannt. Im Weihnachtslied Morgen kommt der Weihnachtsmann, dessen Text 1835 von Hoffmann von Fallersleben verfasst wurde, lauten die ersten beiden Zeilen: „Morgen kommt der Weihnachtsmann, kommt mit seinen Gaben.“
Die nordische Sagengestalt des Nisse (von dänisch Niels für Nikolaus), deutsch adaptiert als Wichtel, erinnert mit ihrer roten Mütze an den Weihnachtsmann. Davon abgeleitet ist der Brauch des Wichtelns in der Vorweihnachtszeit, in dem man sich gegenseitig und anonym in zufälliger Zuordnung von Schenkendem und Beschenktem beschenkt.
Die seit 2002 bestehende Aktion „Weihnachtsmannfreie Zone“ des Bonifatiuswerks der deutschen Katholiken soll dazu beitragen, den heiligen Nikolaus als Symbol für die Vermittlung christlicher Werte und Vorbild für ein christlich inspiriertes Handeln in der Gesellschaft wieder in den Vordergrund zu stellen und einer Verwechslung mit der populären Kunstfigur des Weihnachtsmannes entgegenzuwirken.

### Skandinavien
Im nördlichen Europa existiert seit alters her eine Gestalt, die mit Rute und Nüssen die Menschen auf die lange Winterszeit vorbereitet. Die Rute galt dabei als Fruchtbarkeitssymbol, die Nüsse als gehaltvolle und haltbare Nahrung. Dieser bärtige alte Mann war in einen langen braunen Winterpelz mit Kapuze gekleidet und fuhr auf einem Rentierschlitten, sein Wohnort ist Lappland. Es wurde spekuliert, dass hier noch Elemente des nordischen Gottes Odin sowie des Gottes Balder enthalten waren. 

In Finnland kennt man ihn als Joulupukki. 

### Väterchen Frost
Die russische Variante des Weihnachtsmanns ist Ded Moros (russisch Дед Мороз, auch Deduschka Moros), „Väterchen Frost“, wörtlich übersetzt „Großvater Frost“. Er trägt ein blau-weißes Kostüm, was für Frost und Kälte steht. An seiner Seite ist immer ein kleines Mädchen, die Enkelin des Ded Moros, die Snegurotschka (russisch Снегурочка, „Schneeflöckchen“) genannt wird.

### Santa Claus

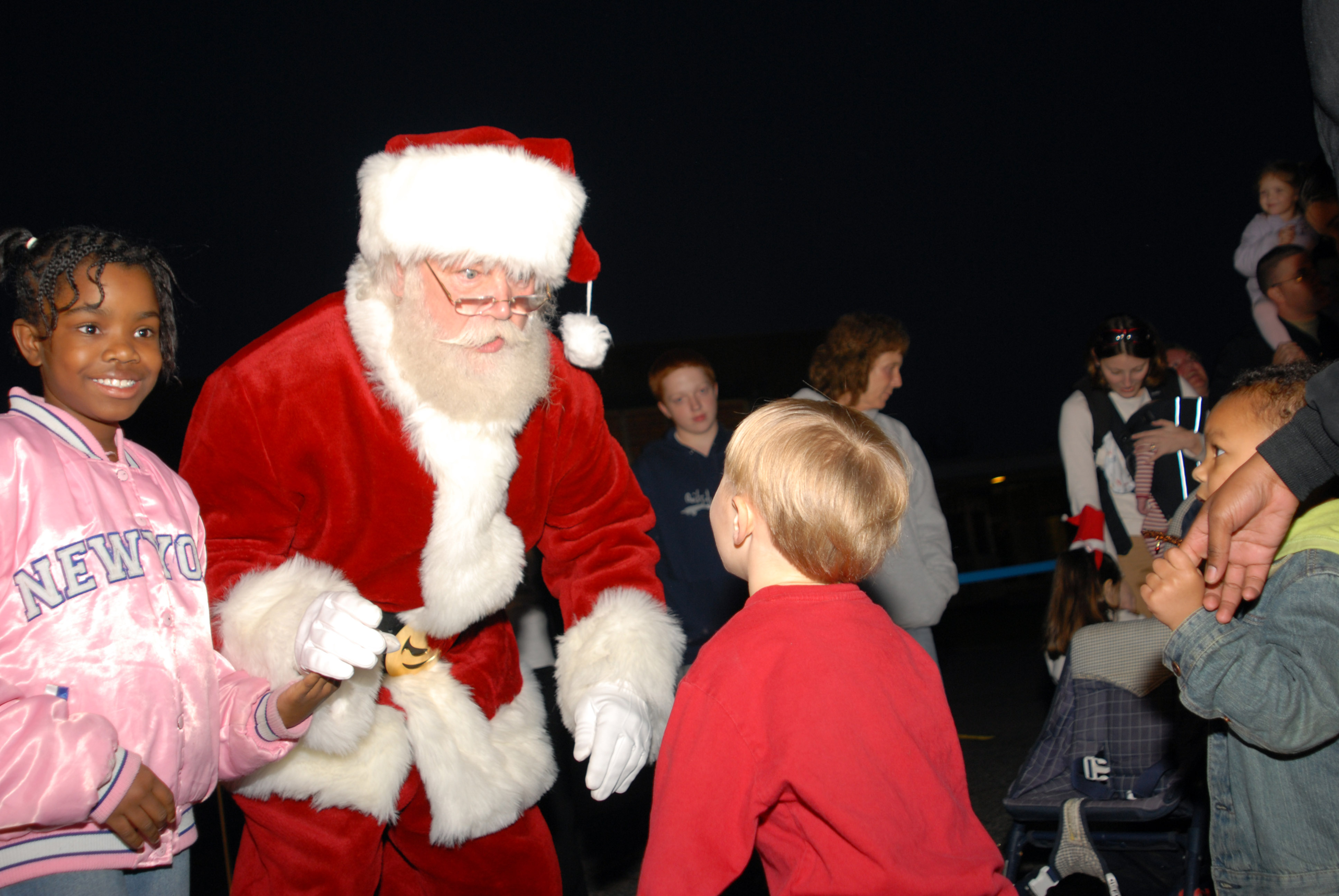
Santa Claus in den Vereinigten Staaten

Europäische Auswanderer brachten den Sankt-Nikolaus-Brauch mit in die Vereinigten Staaten von Amerika. Insbesondere in den niederländischen Kolonien wurde das Sinterklaasfeest gefeiert, zumal Sankt Nikolaus auch der Schutzpatron von Nieuw Amsterdam, dem späteren New York, war. Aus dem niederländischen Sint Nicolaas oder Sinterklaas wurde der englische Saint Nicholas oder Santa Claus.
Der heutige populäre Mythos des Weihnachtsmanns, der mit einem von Rentieren gezogenen fliegenden Schlitten reist, nachts durch den Kamin in die Häuser steigt und dort die Geschenke verteilt, geht zurück auf das 1823 anonym veröffentlichte Gedicht The Night before Christmas; früher wurde es meist Clement Clarke Moore zugeschrieben, heute gelegentlich Major Henry Livingston Jr., aber auch diese Zuschreibung ist nicht völlig gesichert. Der Autor nennt in dem Gedicht auch die Namen seiner Rentiere: Dasher, Dancer, Prancer, Vixen, Comet, Cupid, Dunder und Blixem. Aus Dunder und Blixem wurde später Donner und Blitzen. Rudolph kam erst 1939 durch ein Gedicht von Robert L. May dazu, das die Vorlage für das Weihnachtslied Rudolph, the Red-Nosed Reindeer von Johnny Marks lieferte.

### Türkischer Kulturkreis
Die vergleichbare der türkischen Mythologie und dem Tengrismus entstammende Wintergottheit Ayaz Ata (wörtlich „Frostvater“) wurde der Überlieferung nach aus dem Mondlicht erschaffen und verursacht kaltes Wetter.

## Erscheinungsbild

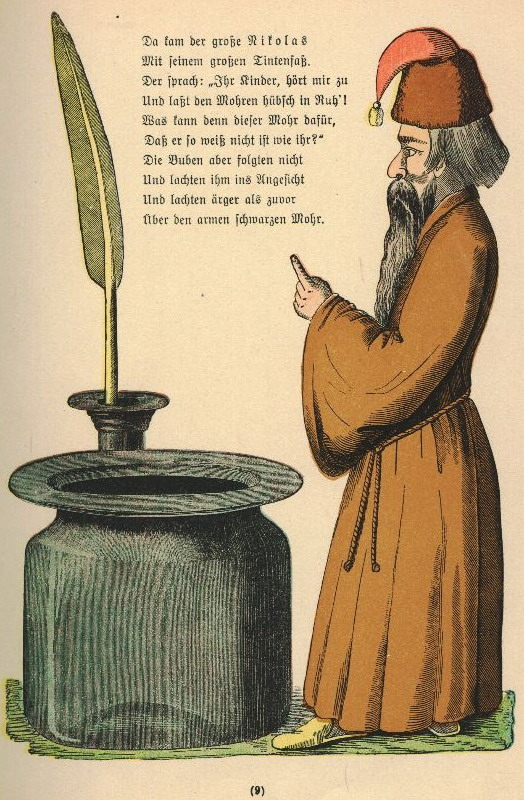
Heinrich Hoffmann: Nikolaus im Struwwelpeter, 1844

### Geschichte
Die Gestalt des heiligen Bischofs Nikolaus wurde Mitte des 19. Jahrhunderts säkularisiert und verlor ihren Ornat (Albe, Stola und Chormantel oder Messgewand), den Bischofsstab und die Mitra. An die Stelle des liturgischen Gewands traten Mantel und Zipfelmütze, welche an die kleinasiatische Phrygische Mütze erinnert. Möglicherweise flossen Elemente von Knecht Ruprecht und Wintergestalten wie dem rauen Percht mit ein.
Eine der ersten Beschreibungen, die der heutigen Form des Weihnachtsmannes ähnelt, stammt aus einem Gedicht des New Yorkers William Gilley. Dieser beschrieb im Jahr 1821 Santeclaus als ganz in Fell gekleidet und auf einem von Rentieren gezogenen Schlitten fahrend.

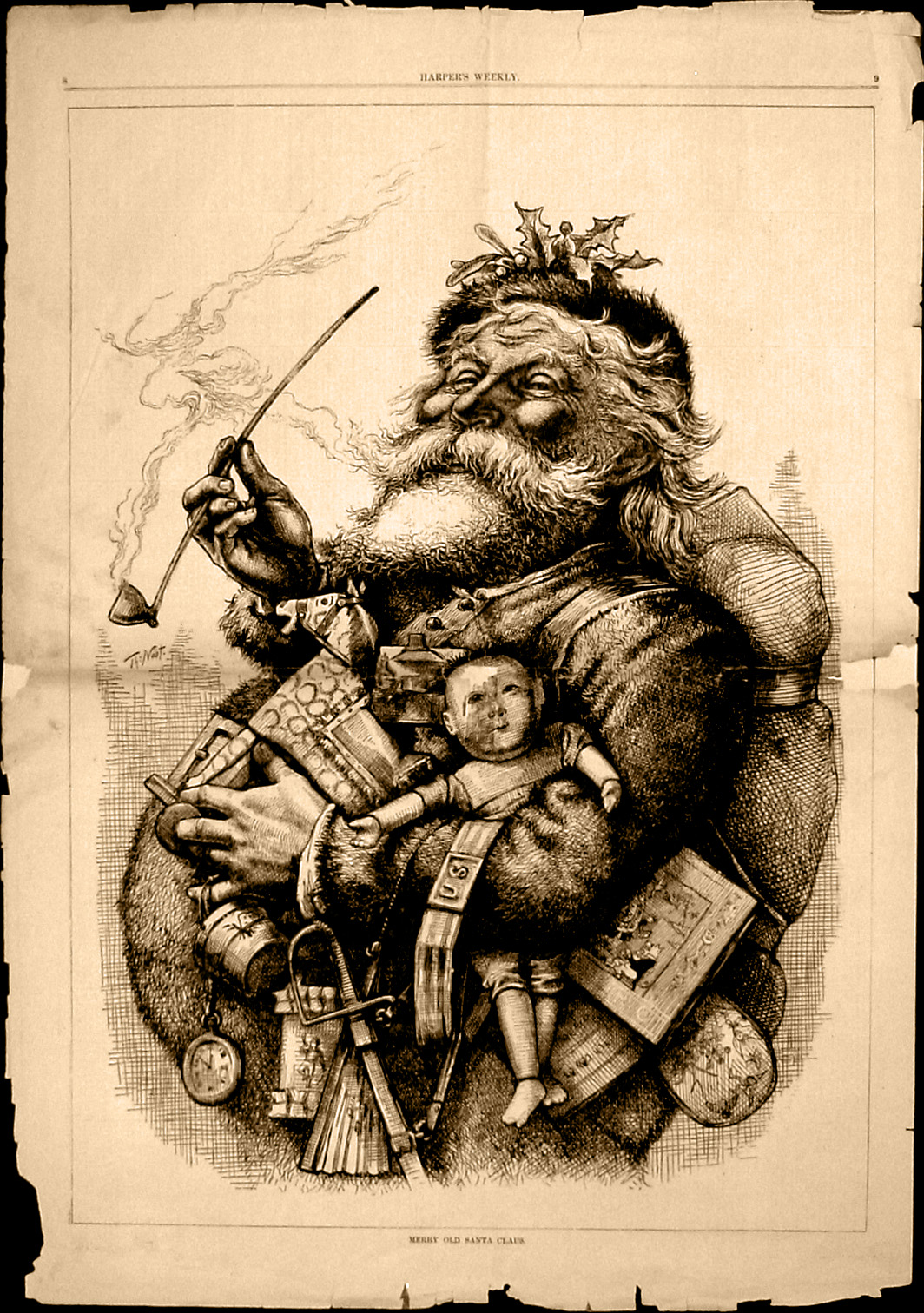
Thomas Nast: Holzschnitt Merry Old Santa Claus, in Harper’s Weekly vom 1. Januar 1881

Eine weitere Darstellung findet sich in dem Gedicht „‘Twas the night before Christmas“ (A Visit from St. Nicholas) von Clement Clarke Moore aus New York aus dem Jahr 1822, das erheblich größeren Einfluss hatte. Er beschrieb den Nikolaus als rundlichen, lustigen Elfen mit rundem kleinen Bauch, ganz in Fell gekleidet, mit glitzernden Augen, rosigen Bäckchen, einer Nase wie eine Kirsche, einem langen schneeweißen Bart und einer Pfeife.
Die Darstellung des Nikolaus im weltweit verbreiteten Kinderbuch Struwwelpeter des Frankfurter Arztes Heinrich Hoffmann, das 1844 entstand, ist der heutigen Darstellung des Weihnachtsmannes sehr ähnlich. Aus derselben Zeit stammt eine Zeichnung von Moritz von Schwind im Münchener Bilderbogen Nr. 5 von 1848 unter dem Titel Herr Winter, der eine gestrenge, ungeliebte Figur darstellt und zu dem die Menschen Distanz halten.
Der Deutsch-Amerikaner Thomas Nast, der im Jahr 1846 nach New York auswanderte und in den Vereinigten Staaten als Karikaturist bekannt wurde, zeichnete Weihnachten 1863 während des Amerikanischen Bürgerkrieges für das Magazin Harper’s Weekly einen alten, bärtigen Mann, der vom Schlitten herab die Soldaten der Unionstruppen beschenkt. Nasts Vorstellung vom Weihnachtsmann ging auf den pfälzischen „Belzenickel“ zurück, eine regionale, Pelz tragende Weihnachtsmannfigur aus dem 19. Jahrhundert, die er noch aus Kindheitstagen kannte. Als er später dazu aufgefordert wurde, seine Zeichnung zu kolorieren, wählte er die Farben rot und weiß. Später wurde daraus der Pfeife rauchende gemütliche und fidele Alte. Diese Geschichten malte Nast bis an sein Lebensende. 1923 wurde nach dieser Vorlage im Zuge einer Werbekampagne des New Yorker Getränkehersteller White Rock Beverages für sein beliebtes Dry Ginger Ale der heute bekannte Weihnachtsmann gezeichnet.

### Gestaltung als Werbefigur

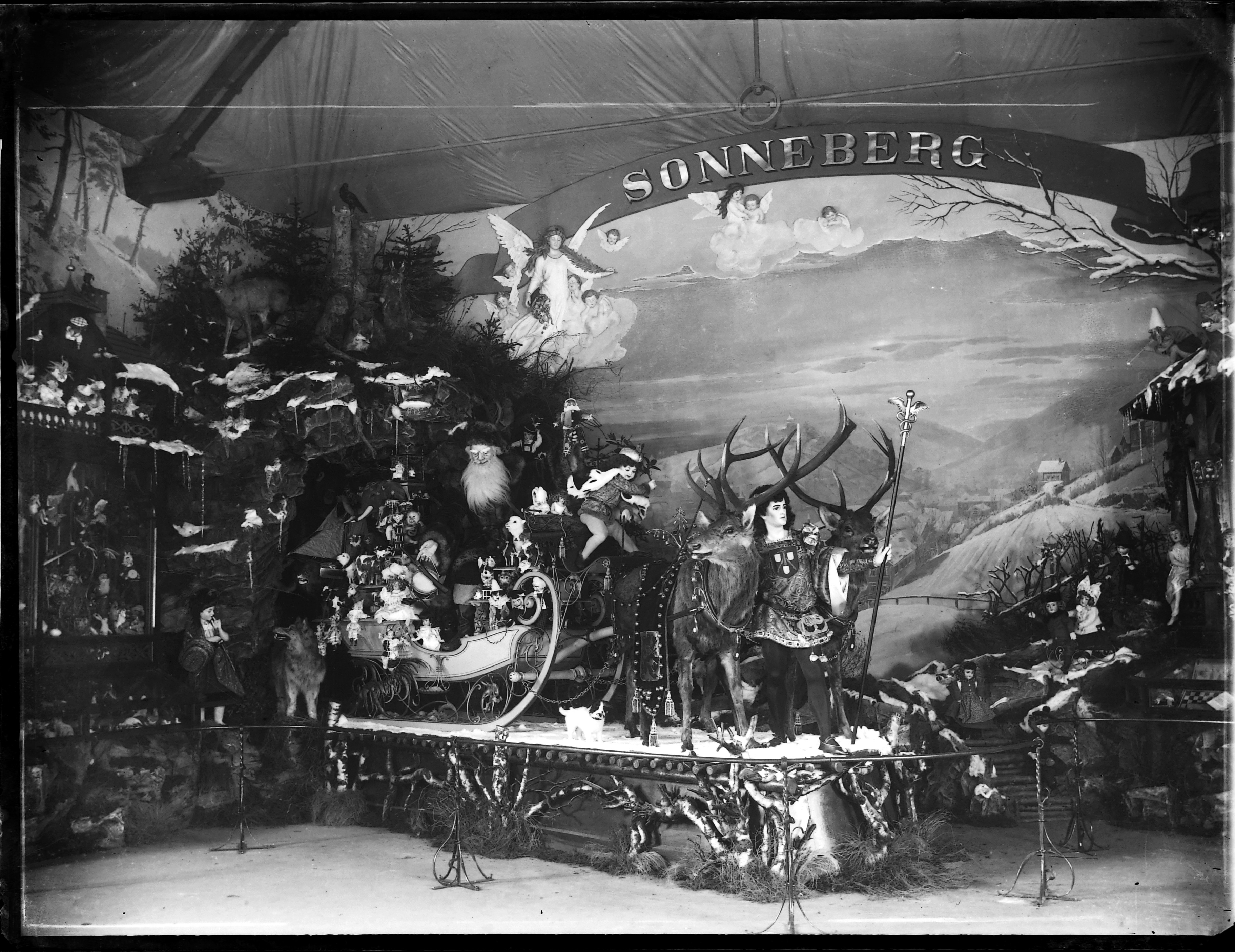
Weihnachtsschlitten der Pariser Weltausstellung von 1900 aus Sonneberg, Thüringen

Die Figur des Weihnachtsmanns, wie er heute aus Filmen und Werbung bekannt ist, entstand Mitte des 19. Jahrhunderts. Die ersten Postkartenmotive mit der heute noch typischen Erscheinung entstanden in Thüringen und wurden international exportiert. Auf der Pariser Weltausstellung im Jahr 1900 zeigte die Spielzeugindustrie aus dem thüringischen Sonneberg erstmals eine lebensgroße Figur mit Schlitten. Ab diesem Zeitpunkt ging das Bild des Weihnachtsmanns um die ganze Welt.
Zu Beginn des 20. Jahrhunderts erschien der amerikanische Santa Claus immer wieder in blauen, braunen, goldenen aber auch schon in roten Mänteln. Bereits 1822 beschrieb Clement Clark Moore in seinem Gedicht „A Visit From St. Nicholas“ einen gutmütigen, fröhlichen Mann in einem roten Mantel.
Die New York Times schrieb 1927: „Ein standardisierter Santa Claus erscheint den New Yorker Kindern. Größe, Gewicht, Statur sind ebenso vereinheitlicht wie das rote Gewand, die Mütze und der weiße Bart“.
Die Coca-Cola-Company trug ab 1931 durch Werbekampagnen zur Popularisierung der Weihnachtsmann-Darstellung bei. Verantwortlich für das Aussehen war der Cartoonist und Grafiker Haddon Sundblom.
Als Haddon Sundblom das Gesicht des Weihnachtsmann gestaltete, hatte er ein reales Modell vor Augen: Lou Prentiss, einen langjährigen Freund des Designers. Später nutzte Sundblom hilfsweise sein eigenes Spiegelbild.
Möglicherweise flossen in Sundbloms Gestalten auch europäische Motive ein. Bis 1964 zeichnete er jedes Jahr mindestens einen Weihnachtsmann für die Coca-Cola-Werbung und prägte, zusammen mit den immensen globalen Marketingkampagnen der Coca-Cola-Company, nachhaltig die Vorstellung des modernen Weihnachtsmannes.

## Erzählungen und Traditionen

### Gibt es einen Weihnachtsmann?
Im Jahr 1897 schrieb die achtjährige Virginia O’Hanlon aus New York an die New York Sun einen Brief, in dem sie fragte: „Gibt es einen Weihnachtsmann?“ Dem Redakteur Francis Pharcellus Church, der dies zur Beantwortung erhielt, glückte eine so überzeugende Darlegung, dass das Editorial über ein halbes Jahrhundert – bis zur Einstellung der New York Sun Anfang 1950 – alle Jahre wieder zur Weihnachtszeit auf der Titelseite der Zeitung gedruckt wurde. Seit 1977 – nachdem Rolf R. Bigler, der für die Welt am Sonntag schrieb, die Idee dazu hatte – wird dieser Briefwechsel zur Weihnachtszeit in dieser Zeitung abgedruckt.

### Wohnort

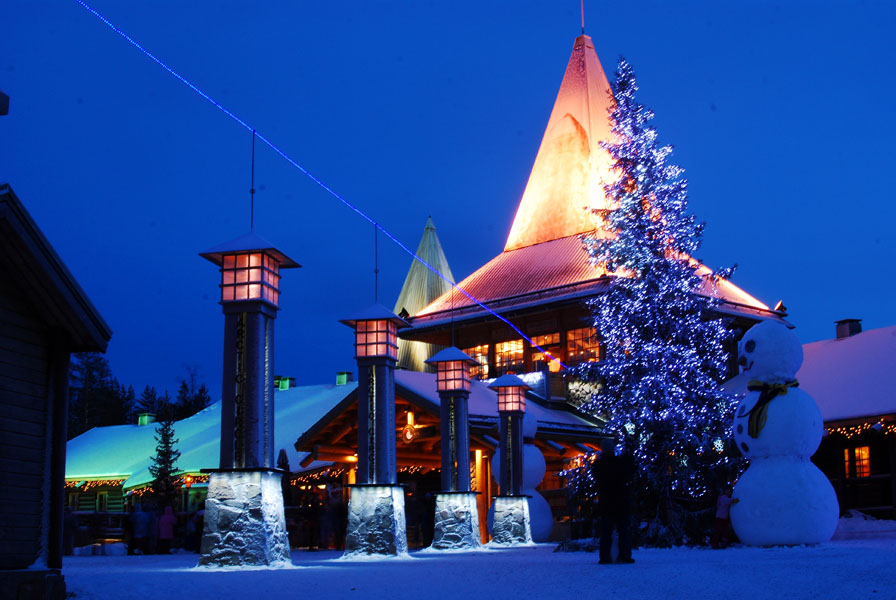
Dorf des Weihnachtsmanns in Rovaniemi

Der Schweizer Nikolaus soll im Schwarzwald zuhause sein, geht am 6. Dezember mit seinem Esel auf Wanderschaft und wird vom Schmutzli begleitet. Nach Auffassung der Finnen lebt der Weihnachtsmann im lappländischen Korvatunturi; es wird allerdings auch behauptet, er lebe in Rovaniemi, vor allem seitdem dort 1998 ein SantaPark gestaltet wurde. Nach Überzeugung der Schweden lebt er in Dalarna, oder er hat in der alten Tradition als tomte keinen festen Wohnsitz. Nach dänischer Auffassung ist er in Grönland zu finden. Der amerikanische Santa Claus wohnt am Nordpol. In manchen Kinderbüchern hingegen wird der Weihnachtsmann als am Südpol wohnend beschrieben.
Der niederländische Sinterklaas kommt mit einem Dampfschiff aus Spanien, begleitet von seinem Kompagnon, dem Zwarten Piet. Spanien wird manchmal als eine Verwechslung mit Italien gedeutet; die Herkunftsangabe mit dem niederländischen Landesnamen Spanje stammt jedenfalls aus einem Gedicht des 19. Jahrhunderts, in dem sich der Landesname auf appeltjes van oranje (Apfelsinen, Orangen) reimt.
Nach deutscher Überzeugung hatte der Weihnachtsmann seine Werkstatt um 1900 in Sonneberg, dem Sitz des damals weltgrößten Spielwarenproduzenten. Gearbeitet wurde in Werkstätten hinter den Villen, in kleinen Fabriken und in Heimarbeit, auch in den umliegenden Dörfern. Neben dem Begriff der Weltspielzeugstadt wurde Sonneberg als Werkstatt des Weihnachtsmannes bezeichnet.

### Briefe an den Weihnachtsmann

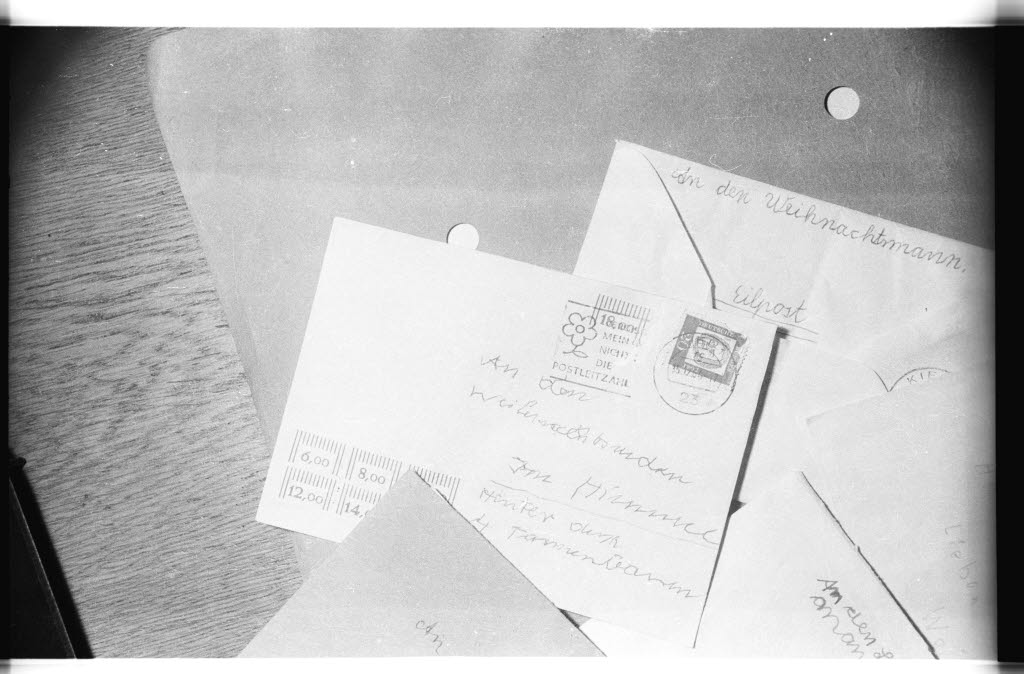
Briefe an den Weihnachtsmann in einem Kieler Postamt (1964)

Viele Kinder schicken in der Adventszeit Briefe mit Wünschen an den Weihnachtsmann. Diese werden in vielen Staaten im deutschsprachigen, angloamerikanischen und skandinavischen Kulturraum in eigens eingerichteten Weihnachtspostämtern gesammelt und zumeist auch beantwortet.
In Deutschland beantworten Briefmarkensammler im Dorf Himmelreich, einem Ortsteil von Neustadt am Rübenberge bei Hannover, zu Weihnachten regelmäßig die Post, die von Kindern an den „Weihnachtsmann im Himmelreich“ geschickt wird. Das geschieht auch in dem kleinen Dorf Himmelreich (beim Höllental) im Schwarzwald. Das einzige bayrische Weihnachtspostamt gibt es in Himmelstadt, in der Nähe von Würzburg.

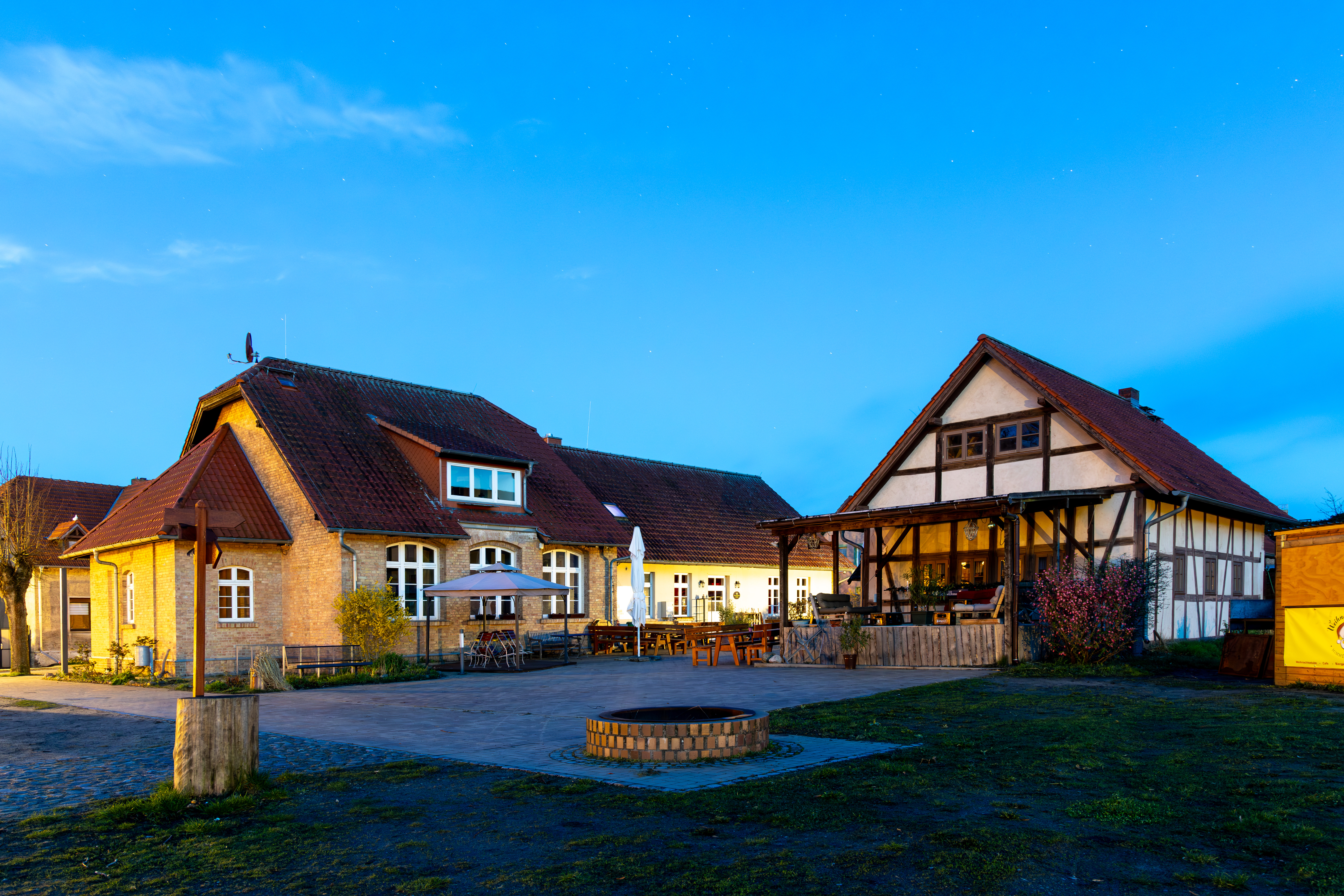
Weihnachtspostamt Himmelpfort in Brandenburg

Weitaus bekannter ist jedoch das Weihnachtspostamt im brandenburgischen Himmelpfort in der Nähe von Fürstenberg nördlich von Berlin, wo jährlich rund 300.000 Briefe aus aller Welt von ehrenamtlich tätigen Menschen beantwortet werden. Auch im niedersächsischen Himmelpforten in der Nähe von Stade werden seit 1961 Briefe an den Weihnachtsmann beantwortet. 2001 waren es etwa 23.000 Briefe, die das dortige Postamt erreichten.
Ein weiteres Weihnachtspostamt gibt oder gab es in Deutschland im Hildesheimer Stadtteil Himmelsthür sowie in Engelskirchen in Nordrhein-Westfalen und in St. Nikolaus südwestlich von Saarbrücken.
In Österreich erhalten seit 1950 zwischen dem ersten Adventsonntag und dem 6. Jänner Briefsendungen im Postamt Christkindl des praktischerweise seit drei Jahrhunderten Christkindl heißenden Wallfahrtsorts, der heute ein Ortsteil der Stadt Steyr ist, einen Sonderstempel (rund zwei Millionen jährlich).

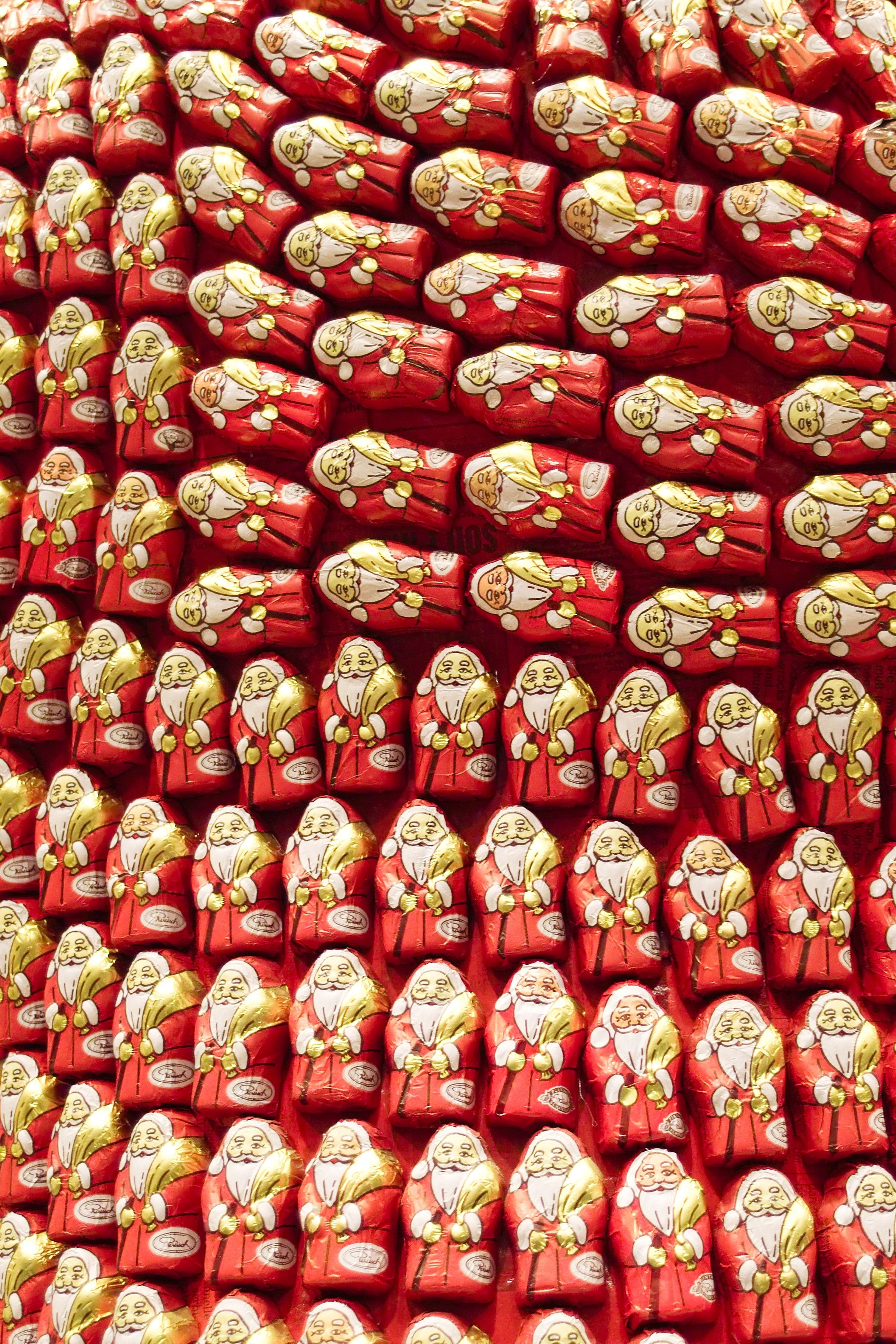
Weihnachtsmänner aus Schokolade

Die Briefe vom Weihnachtsmann verfasste unter anderem der Autor J. R. R. Tolkien. Die von Aquarellen und Zeichnungen begleiteten Briefe an seine Kinder beginnen in den 1920er Jahren und erzählen Geschichten von dem am Nordpol lebenden Weihnachtsmann, dem tollpatschigen Nordpolarbär und gefährlichen Kobolden. Sie wurden in den 1970er Jahren posthum veröffentlicht.

### Schokoladenweihnachtsmann
Besonders am Nikolaustag wie auch am 24. Dezember sind Schokoladenfiguren des hl. Nikolaus als auch des Weihnachtsmannes sehr beliebt. Um 1820 entstanden die ersten aus massiver Schokolade gefertigten Nikolausfiguren im Bischofsornat mit Mitra und Stab. Etwa 20 Jahre später wurden sie erstmals in der heute gewohnten Form als Hohlkörper hergestellt. Die Darstellung wechselte mit dem Aufkommen der Weihnachtsmannfigur überwiegend zur heute vorherrschenden Form.
Zur Herstellung wird flüssige Schokolade zwischen die zwei Hälften einer Form gebracht und im sogenannten Schleudergussverfahren solange gedreht, bis sich die Schokolade gleichmäßig verteilt hat und erkaltet ist. Über 9000 Tonnen Schokolade werden in Deutschland jährlich zu etwa 100 Millionen Schokoladenweihnachtsmännern verarbeitet. Damit liegt der Schokoladenweihnachtsmann an zweiter Stelle hinter dem Schokoladenosterhasen, auf den 56 % der Schokoladenhohlkörperproduktion entfallen (Zahlen aus dem Jahr 2002). Schokoladennikoläuse nehmen in Deutschland einen geringeren Marktanteil ein, gehören jedoch für einige Süßwarenhersteller ebenso zum festen Sortiment.

## Der Weihnachtsmann in den Künsten

### Musik
Das bekannteste Lied Morgen kommt der Weihnachtsmann stammt von Hoffmann von Fallersleben (1798–1874). Es entstand etwa um 1840.
In seinem Lied Nikolaus und Weihnachtsmann erklärt Rolf Zuckowski humorvoll den Unterschied von Nikolaus und Weihnachtsmann. Von Eartha Kitt gibt es den 1953 erschienenen Song Santa Baby, den etliche andere Musikerinnen wie Kylie Minogue, Madonna und Miley Cyrus gecovert haben. Die Beach Boys komponierten die Songs The Man With All the Toys und Santa's Beard, die sich auf dem Weihnachtsalbum The Beach Boys’ Christmas Album von 1964 befinden. Von den Toten Hosen stammt der Song Weihnachtsmann vom Dach, der textlich von dem Thema Suizid handelt und den sie unter dem Pseudonym Die Roten Rosen auf dem Album Wir warten auf’s Christkind von 1998 veröffentlichten.

### Filme
In vielen US-amerikanischen Filmen ist das Thema „Glaube an den Weihnachtsmann“ als Erfüller von Kinderwünschen ein zentraler Punkt. Der Film Das Wunder von Manhattan von 1947 sowie dessen Neuverfilmung von 1994 behandeln dieses Thema. Der Schauspieler Edmund Gwenn erhielt für die Rolle des Weihnachtsmannes alias „Kris Kringle“ 1947 einen Oscar. Ebenfalls diese Thematik hat eine Filmtrilogie mit Tim Allen: Santa-Clause, Santa Clause 2 – Eine noch schönere Bescherung und Santa Clause 3 – Eine frostige Bescherung. Der Film Nightmare Before Christmas (1993) ist dagegen ein satirisches Gegenstück. Eine sehr klassische Abhandlung der Weihnachtsmann-Thematik bietet der Film Der Polarexpress (2004).

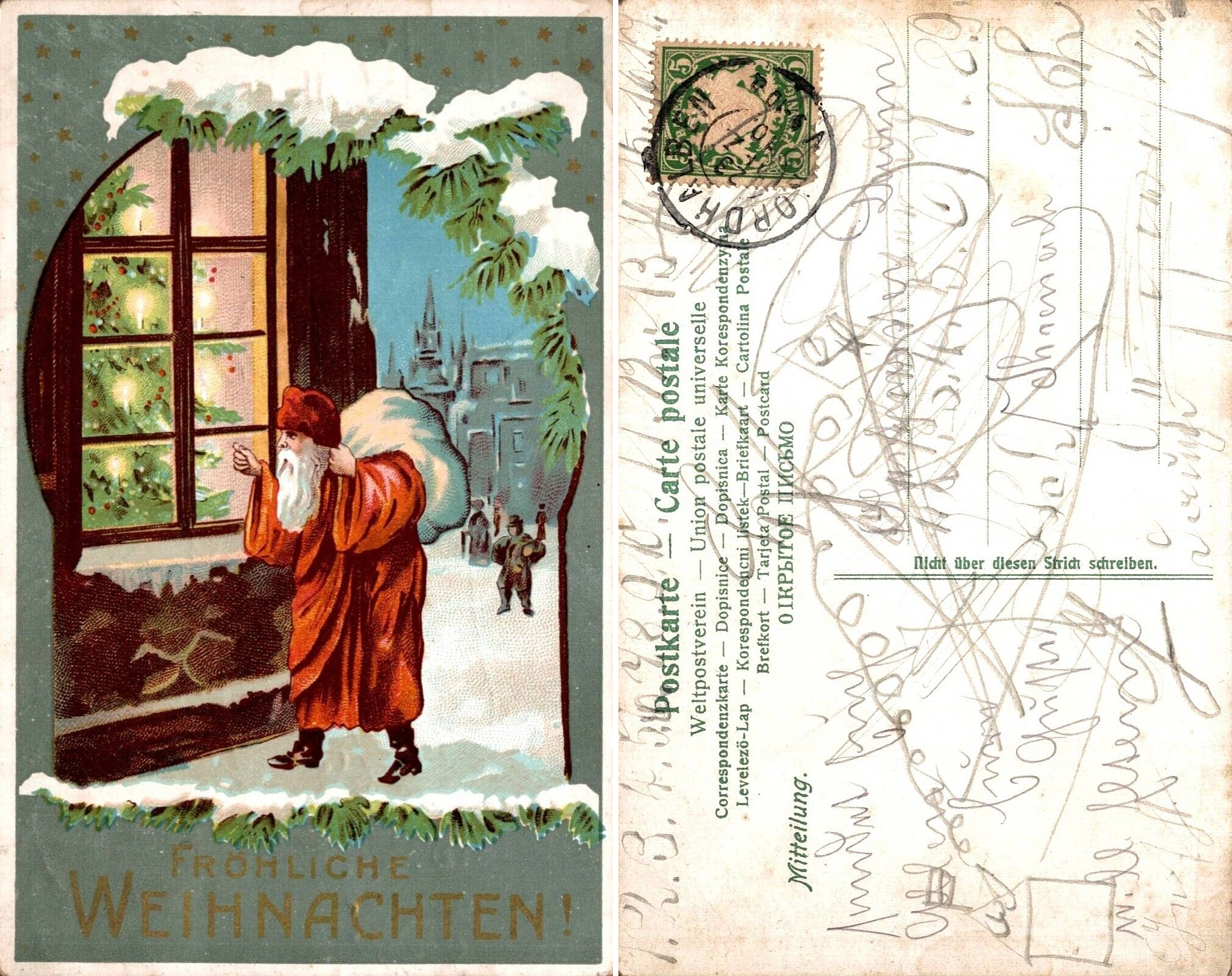
Weihnachtskarte, 1910

Als Gegengewicht zu den zahlreichen US-amerikanischen Santa-Claus-Filmen entwickelte der Kinderfernsehsender KiKA die Figur des Beutolomäus, unter anderem in dem Film Beutolomäus und der geheime Weihnachtswunsch (2006).
Die Filmreihe Silent Night, Deadly Night aus den 1980er Jahren interpretiert den Weihnachtsmann als Horrorfilmfigur.

### Multimedia
Seit 2004 kann der Weihnachtsmann am 23. und 24. Dezember live bei seiner Route im Google Santa Tracker verfolgt werden.

### Design
Die Darstellung des Weihnachtsmanns findet sich insbesondere in der Weihnachtszeit auf unzähligen Objekten des täglichen Lebens wieder. Hierzu zählen u. a. Postkarten, Dekorationsgegenstände, Kleidungsartikel, Lebensmittel und öffentlich ausgestellte Skulpturen.